# Колышко, Иосиф Иосифович
Иосиф Иосифович Колышко (27 июня [9 июля] 1861 — 10 апреля 1938, Ницца) — российский журналист, писатель и авантюрист.

## Биография
Родился в Ковенской губернии, отец был уланом. В 1880 году окончил Николаевское кавалерийское училище.
В 1881 году познакомился с Владимиром Мещерским. Вероятно, являлся его гомосексуальным любовником. Благодаря протекции Мещерского стал чиновником для особых поручений при министре внутренних дел Дмитрии Толстом. С 1892 года перешёл в министерство финансов к Витте, где дослужился до чина действительного статского советника. Был членом правлений нескольких акционерных обществ.
До революции сотрудничал в «Петербургских ведомостях», «Новом времени», «Русском слове» и других газетах. Написал несколько романов, в том числе автобиографический «Великий распад».
После начала Первой Мировой войны уехал в Стокгольм, где, как заявляется, занимался покупкой стали для нужд российских заводов. Участвовал в попытках части высшего руководства Российской империи провести переговоры о сепаратном мире с Германией в 1916 году. Одобрение на переговоры было выдано председателем Совета министров Борисом Штюрмером. Со стороны Германии переговоры вёл Гуго Стиннес. Переговоры продолжались с мая (13) мая 1 по мая (6) июня 27. Успехов переговоры не имели.
С 1918 года в эмиграции.